# 레 가종
레 가종(베트남어: Lê Gia Tông / 黎嘉宗, 1661년 ~ 1675년 4월 27일(음력 4월 3일))은 대월 후 레 왕조의 제21대 황제(재위: 1671년 ~ 1675년)이다. 성명은 레 주이 꼬이(베트남어: Lê Duy Cối / 黎維禬 여유회)이며 다른 이름은 레 주이 찐(베트남어: Lê Duy Chính / 黎維𥘺 여유정)이다.

## 생애
1661년, 신종의 셋째 아들로 태어났다.
1671년 11월, 이복 형 현종이 승하 하자 즉위 하였다.
1675년 4월, 레 가종이 승하 하였고, 희종이 즉위하였다. 

## 기년
| 가종        | 원년            | 2년        | 3년                 | 4년        |
| ----------- | --------------- | ---------- | ------------------- | ---------- |
| 서력 (西曆) | 1672년          | 1673년     | 1674년              | 1675년     |
| 간지 (干支) | 임자(壬子)      | 계축(癸丑) | 갑인(甲寅)          | 을묘(乙卯) |
| 연호 (年號) | 양덕(陽德) 원년 | 2년        | 3년 덕원(德元) 원년 | 2년        |

| 전 임 현종 | 제21대 대월 후 레 왕조의 황제 1671년 ~ 1675년 | 후 임 희종 |